# Albert Berzeviczy

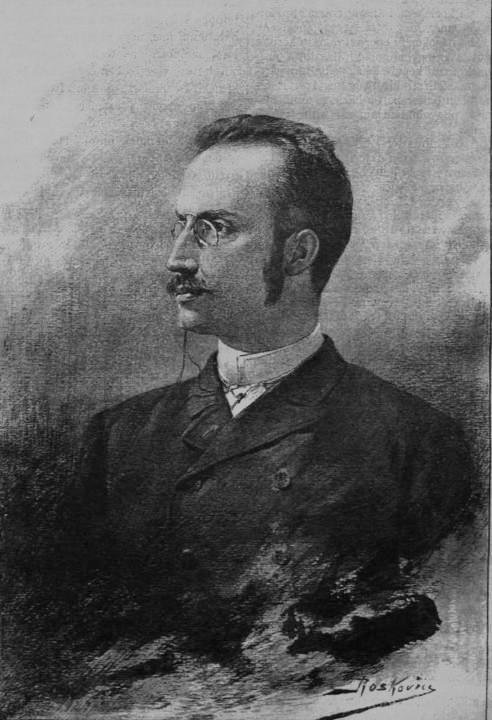
Albert Berzeviczy

Albert Berzeviczy de Berzevicze et Kakaslomnicz (Berzevice, 7 juni 1853 – Boedapest, 22 maart 1936) was een Hongaars politicus, die van 1903 tot 1905 de functie van minister van Religie en Onderwijs uitoefende.

## Loopbaan
Berzeviczy ging naar de rechtenschool in Kassa en studeerde vervolgens aan de Universiteit van Boedapest. Hij werkte aanvankelijk voor het comitaat Sáros en gaf les aan de rechtenschool in Eperjes. Tussen 1895 en 1898 wad hij vicevoorzitter van het Hongaarse Huis van Afgevaardigden, het lagerhuis van de Hongaarse Rijksdag. In 1903 benoemde István Tisza hem tot minister van Religie en Onderwijs, een ambt dat hij uitoefende tot aan de val van Tisza's regering tijdens de Hongaarse crisis in 1905.
De Liberale Partij, die Hongarije onafgebroken had geregeerd sinds 1875, viel toen uit elkaar en werd op voorstel van Berzeviczy omgedoopt tot de Nationale Arbeidspartij. Bovendien was Berzviczy voorzitter van het Huis van Afgevaardigden van 1910 tot 1911 en lid van het Magnatenhuis van 1917 tot 1918 en opnieuw vanaf 1927, toen het Magnatenhuis opnieuw werd opgericht.
Naast zijn politieke loopbaan had hij ook veel invloed op het vlak van wetenschap en cultuur. In 1903 werd hij lid van de Hongaarse Academie van Wetenschappen, waarvan hij in 1905 bovendien voorzitter werd. In het interbellum was hij voorzitter van enkele literaire genootschappen en corresponderend lid van de Oostenrijkse Academie der Wetenschappen en van de Leopoldina.